# تكزو
تكزو (بالفارسية: تکزو) هي قرية تقع في قسم كاخك الريفي في إيران. يقدر عدد سكانها بـ 0 نسمة بحسب إحصاء 2016.